# Cupra e-Racer
El Cupra e-Racer es la versión de competición de modelos eléctricos para el campeonato Pure ETCR, desarrollado sobre la base del SEAT León, primero en la tercera generación de este, mediante la nueva submarca Cupra y actualmente bajo la cuarta generación.

## E-Racer 2018
Fue presentado por primera vez como prototipo de automóvil de carreras del fabricante español SEAT, desarrollado sobre la base del SEAT León de tercera generación, bajo su filial deportiva Cupra presentando en el Salón del Automóvil de Ginebra de 2018. Fue desarrollado por SEAT Sport con la intención de llevarlo a la nueva modalidad de competición de modelos eléctricos denominada E TCR. En cuanto a mecánica estaba equipado con un motor eléctrico de 300 kW (equivalente a 408 CV) capaz de ofrecer picos de hasta 500 kW (equivalentes a 680 CV).

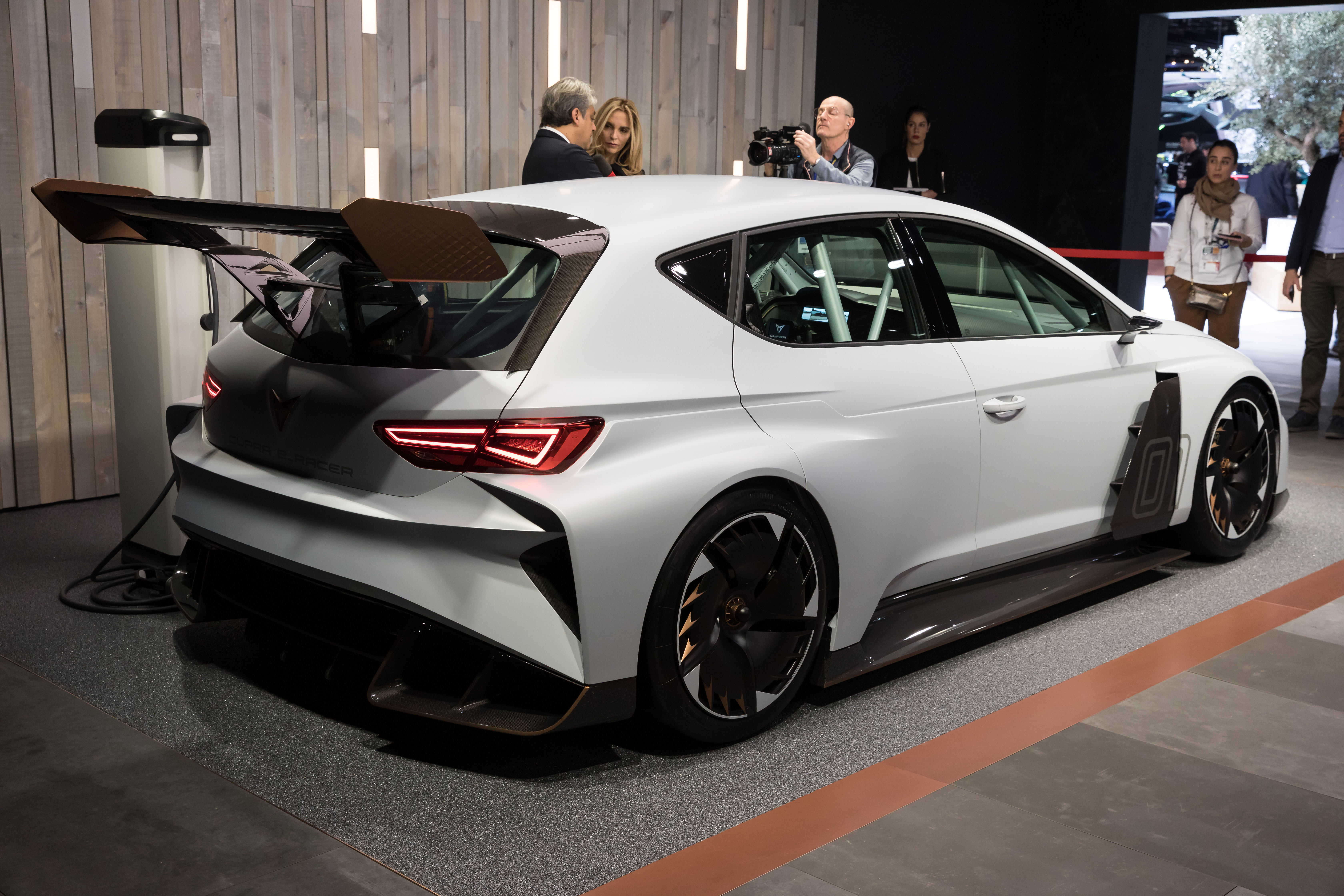
SEAT CUPRA e-Racer vista posterior.

## E-Racer 2020
En febrero de 2020, en la presentación de la nueva generación del Cupra León, se presentó el nuevo E-Racer junto al León competición. El nuevo prototipo evoluciona su mecánica del anterior sumándole 10 CV más, y se espera que pueda competir en 2021.

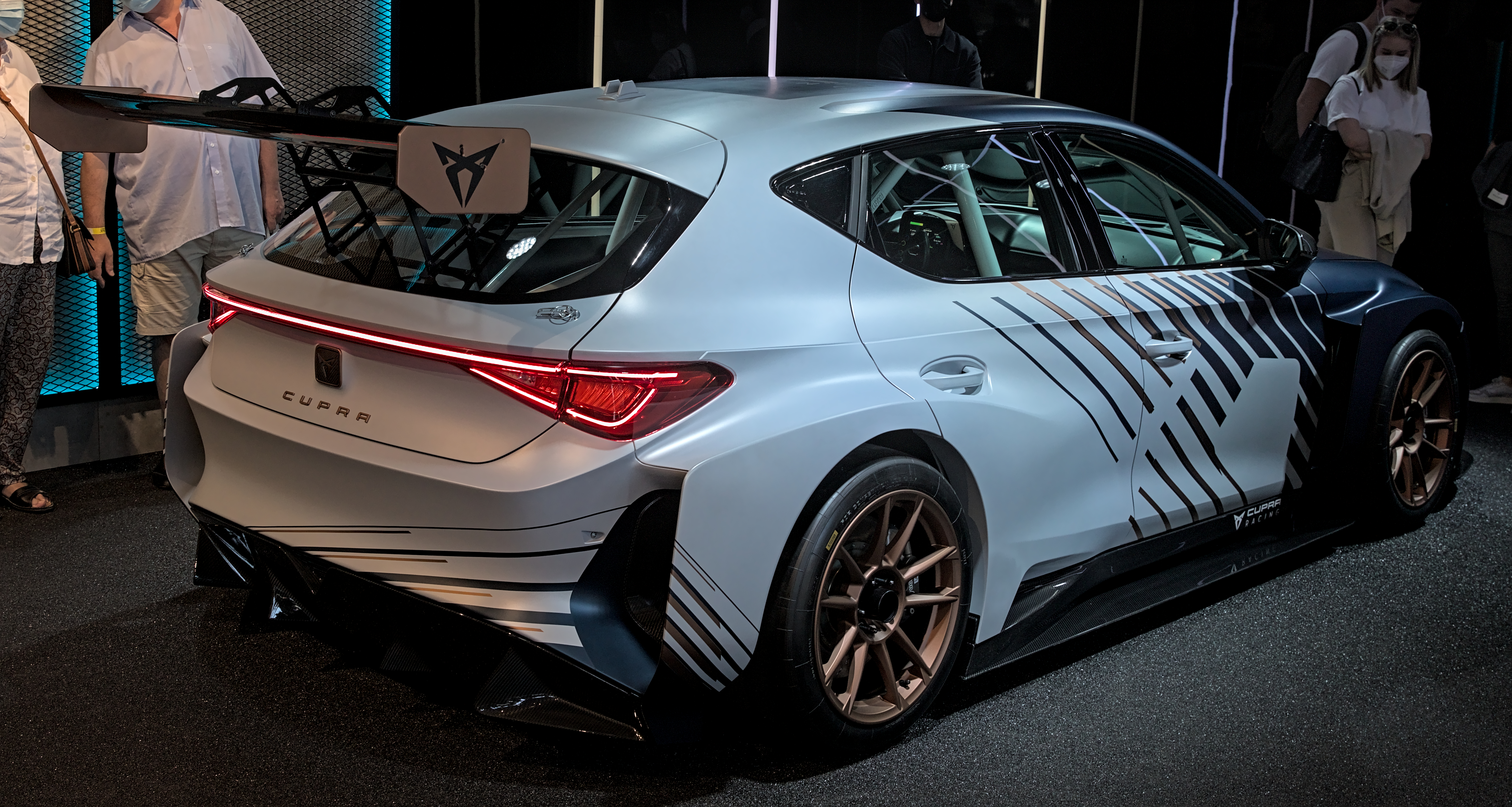
SEAT CUPRA e-Racer 2020 vista posterior.